# Miss Supranacional 2010
Miss Supranacional 2010 fue la 2.ª edición del certamen Miss Supranacional, correspondiente al año 2010; la cual se llevó a cabo el 28 de agosto en el Anfiteatro de Płock de la ciudad de Płock, Polonia. Candidatas de 67 países y territorios autónomos compitieron por el título. Al final del evento, Oksana Moria, Miss Supranacional 2009 de Ucrania, coronó a Karina Pinilla, de Panamá, como su sucesora.

## Resultados
| Posiciones              | Candidata |
| ----------------------- | --- |
| Miss Supranacional 2010 | - Panamá - Karina Pinilla |
| Primera Finalista       | - República Checa - Hana Verná |
| Segunda Finalista       | - Eslovenia - Sandra Marinović |
| Tercera Finalista       | - Perú - Claudia Villafuerte |
| Cuarta Finalista        | - Tailandia - Maythavee Burapasing |

Mapa en el que se muestra las posiciones de las naciones competidoras en esta edición.

| Semifinalistas (Top 20) | - Albania - Anisa Mukaj - Bélgica - Chloë De Groote § - Brasil - Luciana Reis - Colombia - Diana Marcela Marín Piedrahíta - Corea del Sur - Soo Jung You - Finlandia - Johanna Ahlbäck - Gambia - Fatou Khan - Grecia - Margarita Papandreou - Honduras - Lesly Kristoff - Lituania - Egle Standtaite - Polonia - Anna Jamróz - Portugal - Olívia Ortiz - Rumania - Laura Barzuio - Rusia - Evgeniya Shcherbakova - Venezuela - Laksmi Rodríguez de la Sierra |

- § Votada por el público de todo el Mundo vía internet avanza al Top 20.

### Reinas Continentales
| Continente     | Candidata                                   |
| -------------- | ------------------------------------------- |
| África         | - Gambia - Fatou Khan                       |
| América        | - Venezuela - Laksmi Rodríguez de la Sierra |
| Asia y Oceanía | - Corea del Sur - Soo Jung You              |
| Europa         | - Polonia - Anna Jamróz                     |

## Relevancia histórica del concurso
- Panamá gana por primera vez Miss Supranacional
- República Checa obtiene la posición de primera finalista por primera vez.
- Eslovenia obtiene la posición de segunda finalista por primera vez.
- Perú obtiene la posición de tercera finalista por primera vez.
- Tailandia obtiene la posición de cuarta finalista por primera vez.
- Brasil, Finlandia, Grecia, Honduras, Perú, Polonia clasifican por segundo año consecutivo.
- Albania, Bélgica,  Colombia, Corea del Sur, Eslovenia, Gambia, Lituania, Panamá, Portugal, República Checa, Rumania, Rusia, Tailandia y Venezuela clasifican por primera vez en la historia del certamen.

## Premios Especiales
| Título               | Candidata                       |
| -------------------- | ------------------------------- |
| Mejor Traje Nacional | - Panamá - Karina Pinilla       |
| Mejor Cuerpo         | - Finlandia - Johanna Ahlbäck   |
| Miss Fotogénica      | - Eslovenia - Sandra Marinović  |
| Miss Personalidad    | - Bahamas - Janay Pyfrom        |
| Miss Talento         | - Escocia - Emma Blythe         |
| Miss Top Model       | - Rusia - Evgeniya Shcherbakova |
| Miss Internet        | - Bélgica - Chloë De Groote     |
| Miss Elegancia       | - Suecia - Nina Sjölin          |
| Miss Congenialidad   | - Canadá - Pablita Thomas       |

## Candidatas
66 candidatas compitieron por el título:
(En la tabla se utiliza su nombre completo, los sobrenombres van entrecomillados y los apellidos utilizados como nombre artístico, entre paréntesis; fuera de ella se utilizan sus nombres «artísticos» o simplificados).
| País/Territorio      | Candidata                               | Edad | Residencia        |
| -------------------- | --------------------------------------- | ---- | ----------------- |
| Albania              | Anissa Mukaj                            | 18   | Tirana            |
| Alemania             | Maike Frohlingsdorf                     | 21   | Bergisch Gladbach |
| Armenia              | Lilit Karapetyan                        | 18   | Ereván            |
| Bahamas              | Janay Pyfrom                            | 23   | Nasáu             |
| Bélgica              | Chloë De Groote                         | 24   | Bruselas          |
| Bielorrusia          | Alena Tsiarenia                         | 23   | Minsk             |
| Bolivia              | Daniela Tórrez Soliz                    | 20   | Trinidad          |
| Brasil               | Luciana Sílvia de Souza Reis Marchini   | 24   | Belo Horizonte    |
| Bulgaria             | Tsvetomira Lyutova                      | 25   | Łowicz            |
| Camerún              | Estelle Crescence Essame                | 25   | Duala             |
| Canadá               | Pablita Thomas                          | 25   | Toronto           |
| China                | Dan Zheng                               | 22   | Pekín             |
| Colombia             | Diana Marcela Marín Piedrahíta          | 22   | Medellín          |
| Corea del Sur        | Soo Jung You                            | 22   | Namak             |
| Croacia              | Kristina Jezerniković                   | 19   | Rijeka            |
| Dinamarca            | Helle Madsen                            | 19   | Viborg            |
| Ecuador              | Claudia Elena Schiess Fretz             | 20   | Puerto Ayora      |
| Escocia              | Emma Blythe                             | 23   | Edimburgo         |
| Eslovenia            | Sandra Marinović                        | 22   | Trbovlje          |
| España               | Marina Itsasne Ayensa Gómez             | 21   | San Sebastián     |
| Estonia              | Eteri Libe                              | 21   | Tallin            |
| Finlandia            | Johanna Ahlbäck                         | 22   | Turku             |
| Francia              | Célia Estelle Bettinger                 | 18   | Nantes            |
| Gales                | Chloe Whittock                          | 21   | Cardiff           |
| Gambia               | Fatou Khan                              | 20   | Banjul            |
| Georgia              | Nino Janidze                            | 20   | Bakuriani         |
| Grecia               | Margarita Papandreou                    | 21   | Atenas            |
| Guatemala            | Clara Jennifer Chiong Estrada           | 26   | Quetzaltenango    |
| Guinea               | Sara Jasmine Mamadama Sjöberg Sibidé    | 19   | Conakri           |
| Haití                | Lina Sophie Reyes Duvervielled          | 23   | Santo Domingo     |
| Honduras             | Lesly Gabriela Molina Kristoff          | 23   | San Pedro Sula    |
| Hungría              | Zita Zeller                             | 22   | Budapest          |
| Inglaterra           | Claire Louise Catterall                 | 25   | Londres           |
| Irak                 | Sandra Aner Agab                        | 20   | Bagdad            |
| Irlanda              | Sheila Lynch                            | 22   | Dublín            |
| Islandia             | Anita Hjartardottir                     | 23   | Reikiavik         |
| Italia               | Lisa Vistentini                         | 25   | Eraclea           |
| Japón                | Miou Fujinaga                           | 21   | Tokio             |
| Kosovo               | Zhuje Neza                              | 20   | Pristina          |
| Letonia              | Annija Alvatere                         | 19   | Riga              |
| Lituania             | Egle Standtaite                         | 20   | Kaunas            |
| Macedonia            | Matea Rishtovska                        | 19   | Skopie            |
| Mali                 | Linda Tatiene Sanogo                    | 20   | Aarhus            |
| Moldavia             | Doina Cosciug                           | 19   | Chisináu          |
| Nigeria              | Cheryl John                             | 22   | Abudża            |
| Nueva Zelanda        | Candy Barry                             | 22   | Monte Maunganui   |
| Países Bajos         | Nathalie den Dekker                     | 21   | Oosterhout        |
| Panamá               | Kerly Karina Pinilla Corro              | 25   | Chitré            |
| Paraguay             | Alexandra Helena Fretes Galeano         | 23   | Asunción          |
| Perú                 | Claudia Villafuerte Vairo               | 21   | Pucallpa          |
| Polonia              | Anna Jamróz                             | 22   | Rumia             |
| Portugal             | Olívia Ortiz                            | 23   | Lisboa            |
| Puerto Rico          | Ketsia Kamille Payano Diaz              | 18   | San Juan          |
| República Checa      | Hana Verná                              | 21   | Praga             |
| República Dominicana | Darling Cruz Roperto                    | 21   | Orlando           |
| República Eslovaca   | Jana Mutnanska                          | 22   | Bratislava        |
| Rumania              | Laura Barzuio                           | 22   | Brașov            |
| Rusia                | Evgeniya Shcherbakova                   | 25   | Vladivostok       |
| Serbia               | Maja Dmitrijević                        | 19   | Belgrado          |
| Suecia               | Nina Charlotte Sjölin                   | 18   | Estocolmo         |
| Tailandia            | Maythavee Burapasing                    | 24   | Bangkok           |
| Taiwán               | Hu Ya-Han                               | 23   | Taipéi            |
| Turquía              | Nazidda Yildiz                          | 19   | Ankara            |
| Ucrania              | Alona Liashchuk                         | 20   | Kiev              |
| Venezuela            | Laksmi Rodríguez de la Sierra Solórzano | 24   | San Cristóbal     |

### Candidatas retiradas
- Australia - Alley Greenblo
- Belice - Fiona Usher
- Bosnia y Herzegovina - Kristina Marković
- Costa Rica - Allison Alfaro Caravaca
- Irlanda del Norte - Nicola Cowell
- Montenegro - Andrijana Vujović

### Candidatas reemplazadas
- Camerún - Johanna Medjo Akamba fue reemplazada por Estelle Crescence Essame.
- Gales - Bryoni Williams fue reemplazada por Chloe Whittock.
- República Dominicana - Emilia Riva fue reemplazada por Darling Cruz Roperto.
- República Eslovaca - Hana Kikova fue reemplazada por Jana Mutnanska.

## Datos acerca de las delegadas
- Algunas de las delegadas de Miss Supranacional 2010 han participado en otros certámenes internacionales de importancia:
  - Gabriela Molina (Honduras) participó sin éxito en Miss Asia Pacifico Internacional 2005 y Miss Tierra 2006 y semifinalista en Miss Intercontinental 2009.
  - Jennifer Chiong (Guatemala) participó sin éxito en Miss Universo 2008.
  - Laura Barzuio (Rumania) participó sin éxito en Miss Globe 2008.
  - Luciana Reis (Brasil) fue semifinalista en Miss Mundo 2009.
  - Célia Bettinger (Francia) fue semifinalista en Miss Turismo Queen Internacional 2009 y participó sin éxito en Beauty of the World 2009 y Top Model of the World 2009/2010.
  - Anna Jamróz (Polonia) fue semifinalista en Miss Mundo 2009.
  - Karina Pinilla (Panamá) fue segunda finalista en Miss Atlántico Internacional 2009.
  - Laksmi Rodríguez (Venezuela) fue semifinalista en Miss Internacional 2009.
  - Estelle Essame (Camerún) participó sin éxito en Miss Tierra 2010.
  - Annija Alvatere (Letonia) participó sin éxito en Miss Internacional 2010.
  - Linda Sanogo (Malí) participó sin éxito en Miss Intercontinental 2010 y Miss Asia Pacífico Mundo 2011.
  - Lilit Karapetyan (Armenia) fue semifinalista en Miss All Nations 2011.
  - Tsvetomira Lyutova (Bulgaria) fue cuartofinalista en Miss Model of the World 2011.
  - Claudia Schiess (Ecuador) fue ganadora de Miss Continente Americano 2011 y participó sin éxito en Miss Universo 2011.
  - Jasmine Sjöberg (Guinea) participó sin éxito en Miss Turismo Internacional 2011 y Miss Grand Internacional 2013.
  - Doina Cosciug (Moldavia) participó sin éxito en Miss All Nations 2011.
  - Olívia Ortiz	(Portugal) fue finalista en Miss Exclusive of the World 2011, semifinalista en Miss Intercontinental 2011 y ganadora de Miss Continente Internacional Tur 2012.
  - Alexandra Fretes (Paraguay) participó sin éxito en Miss Tierra 2012.
  - Darling Cruz (República Dominicana) participó sin éxito en Miss Turismo Mundo 2012 y Miss Continentes Unidos 2015 representando a Puerto Rico.
  - Nina Sjölin (Suecia) participó sin éxito en Top Model of the World 2014.
- Algunas de las delegadas nacieron o viven en otro país al que representarán, o bien, tienen un origen étnico distinto:
  - Darling Cruz (República Dominicana) es de origen puertorriqueño.

## Sobre los países en Miss Supranacional 2010

### Naciones debutantes
- Armenia
- Bélgica
- Bolivia
- Camerún
- Canadá
- Colombia
- Corea del Sur
- Ecuador
- España
- Estonia
- Finlandia
- Gales
- Gambia
- Georgia
- Guinea
- Haití
- Hungría
- Irak
- Irlanda
- Islandia
- Italia
- Japón
- Macedonia
- Mali
- Nigeria
- Nueva Zelanda
- Países Bajos
- Paraguay
- Portugal
- Puerto Rico
- Serbia
- Suecia
- Tailandia
- Turquía

### Naciones que se retiran de la competencia
- Azerbaiyán
- Chipre
- Irlanda del Norte
- Kazajistán
- Vietnam